# NGC 341
NGC 341 је спирална галаксија у сазвежђу Кит која се налази на NGC листи објеката дубоког неба.
Деклинација објекта је - 9° 11' 10" а ректасцензија 1h 0m 45,8s. Привидна величина (магнитуда) објекта NGC 341 износи 13,0 а фотографска магнитуда 13,8. NGC 341 је још познат и под ознакама NGC 341A, MCG -2-3-63, MK 968, VV 361, ARP 59, IRAS 00582-0927, PGC 3620.